# Eferding (district)
Het politieke district Bezirk Eferding in de Oostenrijkse deelstaat Opper-Oostenrijk ligt in het centrum van het land, ten noorden van het geografisch middelpunt. Het is een relatief klein district, waar ongeveer 30.000 mensen wonen. Het district bestaat uit een aantal steden en gemeenten, die hieronder zijn opgesomd.

## Onderverdeling

### Steden
1. Eferding

### Gemeenten
1. Alkoven
2. Aschach an der Donau
3. Fraham
4. Haibach ob der Donau
5. Hartkirchen
6. Hinzenbach
7. Prambachkirchen
8. Pupping
9. Scharten
10. Sankt Marienkirchen an der Polsenz
11. Stroheim